# ガイウス・クラウディウス・マルケッルス・マヨル
ガイウス・クラウディウス・マルケッルス・マヨル（ラテン語: Gaius Claudius Marcellus Maior）は、紀元前1世紀の共和政ローマの元老院議員。紀元前49年にコンスルに就任した人物で、同名の従兄弟マルケッルス・ミノルと区別して「マヨル（大）」と呼ばれる。先祖は第二次ポエニ戦争で「イタリアの剣」と呼ばれたマルクス・クラウディウス・マルケッルス、兄にマルクス・クラウディウス・マルケッルスがいる。

## 経歴
コンスルになる以前については、よくわかっていない。コンスルにはルキウス・コルネリウス・レントゥルス・クルスとともに就任した。選ばれた理由は彼自身がガイウス・ユリウス・カエサルと対立していたからであり、彼は前年のコンスルである従兄弟マルケッルス・ミノルの路線を継承し、元老院の承認なしにグナエウス・ポンペイウスに軍事権を付与しようとしていた。彼が頂点に立つ元老院は、強大になりつつあり元老院の力を超えようとするカエサルに対して何をすべきか議論はしていたが、腹心マルクス・アントニウスをカエサルの待つラヴェンナへ追いやるようなこともしなかったし、起こったとしても止めもしなかったようである。
カエサルがルビコン川を越えた時、彼はレントゥルスとともにカプアに、そしてデュッラキウム（現ドゥラス）に逃れた。カプアでは剣闘士を集め、奴隷身分から解放奴隷としたが、それを批判されると彼らを解散させた。そしてポンペイウスの下で軍団の指揮を取った。